# Charles Ashpitel Denton
Charles Ashpitel Denton, né le 24 octobre 1852 dans le quartier de Cripplegate à Londres et mort le 28 septembre 1932 à Folkestone dans le Kent, est un footballeur anglais. Il remporte deux coupes d’Angleterre en 1877 et 1878 avec le Wanderers Football Club.

## Biographie
Charles Ashpitel Denton naît à St. Bartholomew's Vicarage dans Moor Lane dans le quartier de Cripplegate à Londres. Son père est le vicaire de  l’église de St. Bartholomew. Il est scolarisé au Bradfield College entre 1862 et 1872 avant d’intégrer Trinity College à Oxford. Il en sort Bachelor of Arts en 1876.
Denton devient avocat en 1880 avant d’être nommé secrétaire assistant à l’Union Bank of London en 1891. Il est ensuite promu Secrétaire à la London Assurance Corporation. Il prend sa retraite en 1920.
En plus d’être footballeur, Denton pratique aussi le cricket. Il joue pour le Bradfield College entre 1870 et 1872. Il joue ensuite pour le Marylebone Cricket Club.
Denton meurt le 28 septembre 1932 au Grand Hotel de Folkestone. Au moment de sa mort il réside à Grosvenor Place, Westminster.

### Carrière dans le football
Charles Ashpitel Denton joue au football dans l’équipe du Bradfield College entre 1869 et 1872 et en est le capitaine lors de la dernière année. Il joue ensuite pour Oxford University, Swifts FC, Wanderers Football Club et enfin Casuals FC,.
Denton fait ses débuts pour les Wanderers le 13 janvier 1872. Au cours des cinq saisons suivantes, il ne joue qu’occasionnellement pour le club. Ce n’est qu’en 1876–1877 que Denton ne joue de façon régulière pour les Wanderers. Il participe à la conquête de la Coupe d'Angleterre de football 1876-1877 contre Oxford University
En 1877–1878, Denton dispute 14 matchs et marque 8 buts. Les Wanderers se qualifient une nouvelle fois pour la finale de la Cup, cette fois contre les Royal Engineers. La finale de 1878 est leur cinquième participation à la finale en sept saisons. Grâce aux débordements de Denton sur son aile gauche,, les Wanderers l’emportent une nouvelle fois.
La revue Football Annual décrit alors Denton comme « un ailier rapide qui a rendu de nombreux services aux Wanderers en Coupe ; N’a pas un bon tir ». Denton est un des rares footballeurs qui apparait régulièrement dans l’équipe des Wanderers après 1878 alors qu’elle décline graduellement. Il dispute son dernier match pour le club en février 1880 après avoir disputé 41 matchs et marqué 12 buts.

## Palmarès
Wanderers FC
- Vainqueur de la Coupe d’Angleterre en 1877 et 1878